# Edward Norton
Edward Harrison Norton (ur. 18 sierpnia 1969 w Bostonie) – amerykański aktor, reżyser i producent filmowy.

## Życiorys

### Dzieciństwo
Norton wychowywał się w Columbii, stanie Maryland.
Miał pięć lat, gdy zafascynowało go przedstawienie teatralne dla dzieci (If I Were a Princess), w którym wystąpiła jego opiekunka Betsy True. Wówczas postanowił, że zostanie aktorem.
Edward jest najstarszym z trojga dzieci państwa Norton. Ma siostrę Molly i brata Jamesa. Ojciec, Edward Norton Senior, prawnik, był prokuratorem federalnym w czasie prezydentury Jimmy’ego Cartera. Matka, Robin, pracowała w szkole. Dziadek Edwarda, architekt James Rouse, zaprojektował m.in. South Seaport w Nowym Jorku; znany jest również jako pomysłodawca shopping malli.
W wieku 8 lat młody Norton działał już w szkolnym kółku dramatycznym, by potem cały czas uczyć się aktorstwa na różnych kursach, w szkołach, warsztatach.

### Studia
Norton studiował astronomię i filologię japońską. W 1991 ukończył studia na Uniwersytecie Yale z dyplomem z historii. Rozpoczął pracę w firmie The Enterprise Foundation, którą założył jego dziadek. Edward pracował w filii w Osace, ponieważ płynnie mówi po japońsku. Po powrocie do Nowego Jorku zaczął grywać w teatrach off-broadwayowskich.

### Kariera
Na scenie po raz pierwszy pojawił się w Nowym Jorku, gdzie z przyjaciółmi wystawiał sztuki Edwarda Albee. Kiedy z jednym z przedstawień występowali w Hollywood, akurat trwały poszukiwania młodego człowieka do roli u boku Richarda Gere'a w thrillerze sądowym Lęk pierwotny. Gere chciał już zrezygnować z projektu, zmęczony bezowocnymi poszukiwaniami nowej gwiazdy, kiedy pojawił się Norton i zwyciężył ponad 2000 rywali. Zanim jeszcze film miał premierę w kinach, wieść o sensacyjnie zdolnym Edwardzie rozniosła się na tyle, że zaoferowano mu kolejne role – we Wszyscy mówią: kocham cię Allena i w filmie Skandalista Larry Flynt Formana. Aktor został uhonorowany Złotym Globem oraz nominacją do Oscara w kategorii „Najlepszy aktor drugoplanowy” i nominacją do nagrody Brytyjskiej Akademii Filmowej.
W 1997 odrzucił rolę poszukiwanego przez Toma Hanksa żołnierza w filmie Szeregowiec Ryan (1998), którą ostatecznie zagrał Matt Damon. Wybrał występ w Więźniu nienawiści (1998) i otrzymał kolejną nominację do Oscara, tym razem w kategorii „Najlepszy aktor”. Miloš Forman brał pod uwagę jego kandydaturę w czasie poszukiwań odtwórcy roli Andy’ego Kaufmana w filmie Człowiek z księżyca (1999). Producenci wybrali jednak Jima Carreya. Reżyser David Fincher widział Nortona tylko w filmie Skandalista Larry Flynt, gdy zdecydował się na zaangażowanie go w roli schizofrenika w Podziemnym kręgu. Edward i występujący w filmie Brad Pitt uczęszczali wówczas na lekcje wyrobu mydła.
W 2001 zagrał u boku Roberta De Niro w Rozgrywce. Rok później wcielił się w rolę Willa Grahama (bohatera serii o Hannibalu Lecterze) w Czerwonym Smoku (2002). W latach 2003– 2006 wystąpił w takich produkcjach jak: Włoska robota (2003), Królestwo niebieskie (2005), Malowany welon (2006) czy Iluzjonista (2006). W jego dorobku aktorskim znalazł się również film superbohaterski - Incredible Hulk (2008). W swojej karierze kilkukrotnie współpracował z reżyserem Wesem Andersonem przy Moonrise Kingdom (2012), Grand Budapest Hotel (2014), Kurierze Francuskim z Liberty, Kansas Evening Sun (2021) i Asteroid City (2023). W 2015 roku za rolę w Birdmanie otrzymał swoją trzecią nominację do Oscara. 
Debiut reżyserski Nortona nosi tytuł Zakazany owoc (2000). Historię, która stała się podstawą do scenariusza napisał przyjaciel aktora z czasów studenckich, Stuart Blumberg. Edward wystąpił w filmie w roli Ojca Briana. Dedykował film zmarłej matce. Jest także reżyserem filmu Osierocony Brooklyn (2019), do którego napisał scenariusz. Produkcja powstała na podstawie powieści Jonathana Lethema o tym samym tytule. Norton sportretował w nim postać detektywa cierpiącego na zespół Tourette'a.

### Życie prywatne
Aktor zajmuje się działalnością charytatywną. Część pieniędzy z gaży przekazuje Akademii St. Frances, która przyznaje stypendia im. Robin Norton.
Jest fanem muzyki rockowej. W 1998 grał na gitarze w czasie koncertów punkrockowej grupy Hole w Los Angeles. Przyjaźni się z wokalistką tejże grupy – Courtney Love. Interesuje się też fotografią. Norton należy do tych aktorów, którzy bardzo sobie cenią swoją prywatność. Twierdzi, iż aktor najlepiej przysłuży się swojej roli, jeżeli nie obciąży jej bagażem swojej osobowości i życiowych doświadczeń. Im więc mniej o aktorze wiadomo, tym lepiej. Jest członkiem zespołu nowojorskiego Signature Theatre Company, a na scenie tej debiutował w roku 1994.
W 2012 roku ożenił się z aktorką Shauną Robertson. Mają syna Atlasa (ur. 2013).

## Filmografia

### Aktor
- Skandalista Larry Flynt (The People vs. Larry Flynt, 1996) jako Isaacman
- Lęk pierwotny (Primal Fear, 1996) jako Aaron Stampler
- Wszyscy mówią: kocham cię (Everyone Says I Love You, 1996) jako Holden
- Hazardziści (Rounders, 1998) jako Lester 'Worm' Murphy
- Więzień nienawiści (American History X, 1998) jako Derek Vinyard
- Out of the Past (1998) jako Henry Gerber
- Podziemny krąg (Fight Club, 1999) jako narrator
- Zakazany owoc (Keeping the Faith, 2000) jako Brian Finn
- Rozgrywka (The Score, 2001) jako Jackie Teller
- 25. godzina (25th Hour, 2002) jako Monty Brogan
- Smoochy (Death to Smoochy, 2002) jako Smoochy/Sheldon Mopes
- Frida (2002) jako Nelson Rockefeller
- Czerwony smok (Red Dragon, 2002) jako William 'Will' Graham
- Włoska robota (The Italian Job, 2003) jako Steve
- Dolina iluzji (Down in the Valley, 2005) jako Harlan
- Królestwo niebieskie (Kingdom of Heaven, 2005) jako Król Baldwin IV
- Iluzjonista (The Illusionist, 2006) jako Eisenheim
- Malowany welon (The Painted Veil, 2006) jako Walter
- Incredible Hulk (2008) jako Bruce Banner/Hulk
- Było sobie kłamstwo (The Invention of Lying, 2009) jako policjant (niewymieniony w czołówce)
- W cieniu chwały (Pride and Glory, 2009) jako Ray Tierney
- Co w trawce piszczy? (Leaves of Grass, 2009) jako Bill Kincaid / Brady Kincaid
- Stone (2010) jako Gerald 'Stone' Creeson
- Kochankowie z Księżyca (Moonrise Kingdom, 2012) jako główny skaut Randy Ward
- Dyktator (2012) gra samego siebie
- Dziedzictwo Bourne’a (The Bourne Legacy, 2012) jako Eric Byer
- Birdman (2014) jako Mike Shiner
- Grand Budapest Hotel (2014) jako Henckels
- Sausage Party (2016) jako Sammy (głos)
- Ukryte piękno (2016) jako Whit
- Wyspa psów (2018) jako Rex (głos)
- Osierocony Brooklyn (Motherless Brooklyn, 2019) jako Lionel Essrog
- Alita: Battle Angel (2019) jako Nova (niewymieniony w czołówce)
- Kurier Francuski z Liberty, Kansas Evening Sun (The French Dispatch of the Liberty, Kansas Evening Sun, 2021) jako Szofer
- Glass Onion: Film z serii "Na noże" (Glass Onion, 2022) jako Miles Bron
- Asteroid City (Asteroid City, 2023) jako Conrad Earp
- Ekstrapolacje (Extrapolations, 2023) jako Jonathan Chopin (2 odcinki)

### Reżyser
- Zakazany owoc (Keeping the Faith, 2000)
- Osierocony Brooklyn (Motherless Brooklyn, 2019)

### Producent
- Zakazany owoc (Keeping the Faith, 2000)
- 25. godzina (25th Hour, 2002)
- Dirty Work  (2004)
- Dolina iluzji (Down in the Valley, 2005)
- Malowany welon (The Painted Veil, 2006)
- Undaunted Courage  (2007)
- Osierocony Brooklyn (Motherless Brooklyn, 2019)